# Amir Ali Hajizadeh
Amir Ali Hazijadeh (Teheran, 26 marzo 1961 – Teheran, 13 giugno 2025) è stato un generale iraniano, comandante della Forza aerospaziale del Corpo delle guardie della rivoluzione islamica (NEHSA) dall'ottobre 2009 al giugno 2025.

## Biografia
Durante una manifestazione di forza missilistica avvenuta in Iran l'8 marzo 2016, Hazijadeh ha affermato che i missili balistici iraniani sono progettati per avere una gittata di 2.000 km e sono in grado di colpire qualsiasi minaccia da una posizione sicura.
Hazijadeh si è assunto la responsabilità per l'abbattimento del volo di linea della Ukraine International Airlines PS 752, avvenuto vicino a Teheran a causa di un tragico errore da parte delle forze antiaeree iraniane, l'8 gennaio 2020, avendo queste scambiato l'aereo civile per un missile da crociera statunitense per via delle minacce subite da Teheran da parte degli Stati Uniti dopo l'assassinio del generale Qasem Soleimani e poche ore dopo aver sferrato un contrattacco contro due basi americane in Iraq. Questo errore ha causato la morte di tutti i 176 passeggeri presenti sull'aereo, molti dei quali cittadini iraniani.

### Morte
Hajizadeh è morto il 13 giugno 2025 in seguito ad un attacco aereo missilistico da parte delle Forze di difesa israeliane. Al suo posto è stato nominato comandante del NEHSA il generale Majid Mousavi.